# María Adánez Almenara
María Adánez Almenara (Madrid, 12 de març de 1976) és una actriu espanyola famosa pels seus papers en sèries de comèdia com Aquí no hay quien viva i Farmacia de guardia. Al cinema destaca pel seus papers a les pel·lícules Cha cha chá i La meva vida en ruïnes.

## Biografia

### Trajectòria professional

#### Televisió
Entre el 1993 i el 1994 interpretà el paper de la María, la xicota d'en Kike, a la sèrie Farmacia de guardia. El 1995 va fer-se famosa pel seu paper de la María a Pepa y Pepe. També va participar en Menudo es mi padre, Ellas son así, ¡Ay, señor, señor!, Paraíso i Quítate tú pa' ponerme yo.
Entre el setembre de 2003 i febrer de 2006 va protagonitzar la sèrie de televisió Aquí no hay quien viva on va donar vida a Lucía Álvarez, una jove acostumada a comprar roba cara i a tenir una vida fàcil. Aquest paper va donar-li una gran popularitat i va fer-li guanyar un premi Unió d'Actors per la millor actriu protagonista de televisió.
El 2007 estrenà la sèrie Círculo rojo, on interpretava la Patricia Villalobos, una jove de 36 anys que creà una petita empresa de representació d'artistes a París. A finals del 2008 començà a protagonitzar la sèrie d'humor Estados Alterados Maitena, emesa per La Sexta, adaptació de l'obra Mujeres alteradas de Maitena, interpretant una jove advocada matrimonialista que tracta de créixer com a professional mentre suporta els problemes de la seva mare, la seva germana i companys de feina.
El 2011 realitzà un paper a El secreto de Puente Viejo, i també feu un monòleg a la segona temporada d'El Club de la comedia.
El desembre de 2012 va confirmar la seva participació en la setena temporada de la sèrie La que se avecina, seqüela d'Aquí no hay quien viva. Interpretant una advocada d'uns quaranta anys anomenada Rebeca Ortiz.

#### Teatre
Va debutar al teatre amb només set anys a l'obra Casa de nines, de Henrik Ibsen, versionada per Ana Diosdado. El 1994 participà en Los bosques de Nyx, de Miguel Bosé.
Els seus dos següents treballs foren dues comèdies, on interpretava una jove maca i ingènua. A la primera, del 2003, protagonitzà, juntament amb Emilio Gutiérrez Caba, la versió teatral de la pel·lícula The Sleeping Prince, que protagonitzaren Marilyn Monroe i Laurence Olivier. Va rebre, per aquesta obra, els premis Ercilla i Larios com a actriu de revelació, fou nominada per la Unió d'Actors a la millor protagonista de teatre i nomenada Actriu Revelació Chivas. Mentre que a la segona, estrenada el 2004, protagonitzà La botiga de la cantonada de Lander Iglesias, adaptació de la pel·lícula The Shop Around the Corner, d'Ernst Lubitsch.
El 2006, amb Miguel Narros, treballà al clàssic d'Oscar Wilde, Salomé, qui va oferir-li fer el seu primer paper de teatre dramàtic on interpretava el personatge homònim. Més endavant, treballà a Les bruixes de Salem, d'Arthur Miller, dirigida per Alberto González Vergel, on interpretava l'Abigail Williams, una jove de 18 anys que havia de lluitar per no ser executada, i a La senyoreta Júlia, on tornà a treballar sota les ordres de Narros. Aquestes dues obres van fer que fos nominada als premis Mayte de teatre els anys 2008 i 2009. El 2010 participà en l'obra Beaumarchais, on interpretava el paper de Madmoiselle Ménard, una ingènua, alegre i divertida noia que esdevé l'amant del protagonista.
El 2011 tornà a treballar amb narros a ¡Pero no andes desnuda!, a més d'a La escuela de la desobediencia, de Luis Luque, on interpretà la Fanchon, una jove acostumada a obeir els seus pares i a acceptar el que la resta li diuen, que rep els consells de la seva cosina Susanne, a qui al principi no fa cas, però que finalment aprèn el que li ha ensenyat.
El 2012, i sota la direcció de Josep Maria Flotats, en companyia de Kira Miró i Aitor Mazo, estrena La verdad, una obra on dues dones maques són el centre de gravetat d'un home que menteix i viu com un cretí.

#### Cinema
Començà la seva carrera en el cinema amb 6 anys de la mà d'Angelino Fons a la pel·lícula Mar Brava, on comparteix cartell amb Alfredo Mayo i Jorge Sanz. En sentir-se ben còmoda en el rodatge va decidir que aleshores continuaria com a actriu, per això el 1982 participà en la pel·lícula Loca por el circo i el 1983 a Vivir mañana, El currante i El crack II. En aquestes pel·lícules l'actriu va haver de doblar-se a si mateixa en no haver-hi aleshores cap so directe. Més endavant participà a diverses pel·lícules, com El Rey del mambo, Los peores años de nuestra vida i La ley de la frontera.
A partir del 1998 fou valorada com una de les promeses del cinema espanyol, gràcies a la seva participació en El tiempo de la felicidad, on donà vida a una jove que es va veure influenciada per la cultura hippi dels anys setanta. Un any després, el 1999, protagonitzà la pel·lícula Cha-cha-chá d'Antonio de Real, on interpretava la María, una jove que té un affaire amb el xicot de la seva millor amiga.
El 2001 protagonitzà Todos menos la chica, on interpretà la xicota d'un narcotraficant de la qual s'enamoren dos amics, i també Tiempos de azúcar, de Juan Luis Iborra, on interpretava l'Ángela, una noia que es casà amb un home molt més gran que ella. Un any després, el 2002, va participar en la pel·lícula X, on donà vida a l'Alicia, una discapacitada que és acollida per un policia. El 2003 va protagonitzar El lápiz del carpintero, a Entre las piernas i Tiovivo c.1950; i va treballar com a actriu de doblatge a L'esperit del bosc, Bee movie i L'espantataurons.
El 2006 protagonitzà la pel·lícula portuguesa Dot.com, on interpreta l'Elena, una enviada per la companyia espanyola Drinam per reivindicar el nom de l'aigua d'un poble portuguès.
El 2009 va participar en la pel·lícula americana La meva vida en ruïnes. El director buscà específicament a Espanya dues actrius perquè interpretessin dues dones espanyoles, Adánez va decidir presentar-se a l'audició i aconseguí el paper.
El maig del 2011 començà el rodatge del seu primer treball com a directora, 5ºB Escalera Dcha, on també fa de productora i guionista. El projecte va néixer el 2010 arran de la mort del seu pare. En el guió inclou diverses històriques basades en fets reals de la seva vida, i d'altres d'inventats. El curtmetratge s'estrenà a Seminci, i fou la guanyadora del primer premi del VI Certamen de curtmetratges 'Manuel Carmona Mir'.

## Filmografia

### Cinema
| Any  | Pel·lícula                      | Rol                            | Paper                  |
| ---- | ------------------------------- | ------------------------------ | ---------------------- |
| 1982 | Mar brava                       | actriu                         | María                  |
| 1982 | Loca por el circo               | actriu                         | María                  |
| 1983 | El currante                     | actriu                         | Yolanda                |
| 1983 | El crack II                     | actriu                         | Nena                   |
| 1983 | Mar brava                       | actriu                         | María                  |
| 1989 | El rey del mambo                | actriu                         | -                      |
| 1989 | El vuelo de la paloma           | actriu                         | -                      |
| 1994 | Los peores años de nuestra vida | actriu                         | Sara                   |
| 1995 | La ley de la frontera           | actriu                         | María                  |
| 1997 | Corazón loco                    | actriu                         | Infermera              |
| 1997 | El tiempo de la felicidad       | actriu                         | Elena                  |
| 1998 | Perdón, perdón                  | actriu                         | Mariló                 |
| 1998 | El grito en el cielo            | actriu                         | Chus                   |
| 1998 | Cha-cha-chá                     | actriu                         | María                  |
| 1999 | Entre las piernas               | actriu                         | Juani                  |
| 1999 | Rewind                          | actriu                         | Belén                  |
| 2001 | Tiempos de azúcar               | actriu                         | Ángela                 |
| 2002 | Todos menos la chica            | actriu                         | Anabel                 |
| 2002 | X                               | actriu                         | Alicia                 |
| 2003 | El lápiz del carpintero         | actriu                         | Marisa Mallo           |
| 2003 | Descongélate!                   | actriu                         | Convidada en una festa |
| 2004 | Tiovivo c. 1950                 | actriu                         | Catalana               |
| 2007 | L'esperit del bosc              | veu                            | Linda                  |
| 2009 | La meva vida en ruïnes          | actriu                         | Lena                   |
| 2011 | 5ºB Escalera Dcha               | Directora Guionista Productora | -                      |

### Televisió
| Any          | Sèrie                      | Paper               | Notes                                                |
| ------------ | -------------------------- | ------------------- | ---------------------------------------------------- |
| 1990         | Crónicas urbanas           |                     | Episodis desconeguts                                 |
| 1993-1994    | Farmacia de guardia        | María               | 26 episodis                                          |
| 1995         | Ay, Señor, Señor           | Anabel              | Episodi «Ay, Señor, Monseñor»                        |
| 1995         | Pepa y Pepe                | María               | 34 episodis                                          |
| 1996-1997    | Menudo es mi padre         | Maya                | 3 episodis                                           |
| 1997         | Los negocios de mamá       | Sandra              | Episodis desconeguts                                 |
| 1998         | Quítate tú pa' ponerme yo  |                     | Episodi «Una egoísta, un estilista y un chantajista» |
| 1999         | Ellas son así              | Nuria Rosales       | 22 episodis                                          |
| 2002-2003    | Javier ya no vive solo     | Ana Martín          | 13 episodis                                          |
| 2003-2006    | Aquí no hay quien viva     | Lucía Álvarez       | 77 episodis                                          |
| 2007         | Círculo rojo               | Patricia Villalobos | 12 episodis                                          |
| 2008-2009    | Estados alterados Maitena  | Julia               | 74 episodis                                          |
| 2011         | El secreto de Puente Viejo | Elvira de Castro    | 3 episodis                                           |
| 2013-present | La que se avecina          | Rebeca Ortiz        | 29 episodis                                          |